# Igelsjön (Lerdala socken, Västergötland)
Igelsjön är en sjö i Skövde kommun i Västergötland och ingår i Göta älvs huvudavrinningsområde. Sjöns area är 0,019 kvadratkilometer och den är belägen 101 meter över havet.